# 中国银行股份有限公司北京通州支行
39°54′12″N 116°39′25″E / 39.90329°N 116.65684°E
中国银行股份有限公司北京通州支行（简称为中国银行北京通州支行）位于北京市通州区车站路44号。支行内设8个部门，下辖10个营业网点：通州九棵树支行、通州新华西街支行、通州果园支行、通州梨园支行、通州马驹桥支行、通州光机电支行、青年路支行、朝阳北路支行、广渠东路支行、土桥支行。